# Adolphe Dutoit
Pour les articles homonymes, voir Dutoit.
Adolphe Dutoit, né le 29 septembre 1905 à Vendin-le-Vieil et mort le 20 juillet 1980 à Lille, est un homme politique français, membre du Parti communiste français et ancien résistant.

## Biographie
Adolphe Dutoit est issu d'une famille de mineurs. À quatorze ans, il travaille lui aussi à la mine, mais doit trouver un autre emploi à la suite d'une mutilation. Il entre alors à la SNCF.
Militant cégétiste, puis communiste, il est arrêté en 1940 et interné pendant dix-huit mois à la prison de Loos-lès-Lille. Une fois libéré, il participe activement à la résistance au sein de la fédération PCF des cheminots, ce qui lui vaut d'être décoré de la Croix de guerre.
De 1945 à 1947, il est maire d'Haubourdin, dont il est conseiller municipal jusqu'en 1965.
À la suite de la démission d'Isabelle Claeys de son mandat de sénatrice du Nord, il occupe le siège laissé vacant le 27 mai 1949. Il est réélu le 18 mai 1952, puis le 26 avril 1959 et une nouvelle fois le 26 septembre 1965. Le 11 mai 1967, il démissionne de son mandat pour se consacrer à celui de maire de Seclin qu'il a obtenu 16 décembre 1966.

## Détail des fonctions et des mandats
Mandats locaux
- 1945-1947 : Maire d'Haubourdin
- 1966-1980 : Maire de Seclin
- 1966-1976 : Conseiller général du Canton de Seclin-Sud

Mandat parlementaire
- 27 mai 1949 - 11 mai 1967 : Sénateur du Nord